# Хино, Мацури
Мацури Хино (яп. 樋野 まつり Хино Мацури) (родилась 24 января в Саппоро, Хоккайдо, Япония) — японская мангака. Её первая манга — Ko no Yume ga Same Tara (яп. この夢が覚めたら When This Dream is Over, Когда этот сон закончится) была напечатана 10 сентября 1995 года в журнале LaLa DX. Мацури Хино также хорошо известна своей мангой Рыцарь-Вампир, по которой было снято два сезона аниме-сериала.

## Работы
- 10 сентября 1995 года — Ko no Yume ga Same Tara (яп. この夢が覚めたら When This Dream is Over, Когда этот сон закончится)
- 1999 год — Captive Hearts (яп. とらわれの身の上 Toraware no Mi no Ue)
- 2003 год — Merupuri — The Marchen Prince (яп. めるぷり メルヘン☆プリンス MeruPuri Meruhen Purinsu)
- 2005 год — Wanted[1]
- 2005 год — Рыцарь-Вампир (яп. ヴァンパイア騎士(ナイト) Vanpaia Naito)